# 社会科学史
社会科学史（History of the social sciences）起源于西方哲学，拥有各种前身，但最主要始于19世纪初的实证主义科学哲学。自20世纪中叶以来，“社会科学”一词已开始泛指，不仅指社会学，还指所有分析社会和文化的学科，从人类学到语言学再到媒體研究。
通过学术规则和方法论以标准化和客观的方式研究社会的想法是相对晚近的。虽然中世纪伊斯兰教有早期社会学的证据，而且孔子等哲学家早就对社会角色等话题进行了理论化，但对人类社会的科学分析是知识分子脱离启蒙时代和转向话语所特有的现代性。社会科学源于当时的道德哲学，并受到工业革命和法国大革命等时代影响。18世纪社会科学的开端反映在狄德罗的大百科全书中卢梭和其他先驱的文章。
大约在20世纪初，启蒙哲学在各个方面受到挑战。自科学革命结束以来，在使用经典理论之后，各个领域都用数学研究代替了实验研究和检验方程来构建理论结构。社会科学子领域的发展在方法论上变得非常量化。相反，对人类行为以及影响它的社会和环境因素的科学探究的跨学科和跨学科性质使许多自然科学对社会科学方法论的某些方面感兴趣。学科边界模糊的例子包括新兴学科，如医学社会研究、生物文化人类学、神经心理学、生物语言学以及科学史和科技社会学。越来越多的定量和定性方法被整合到人类行为及其影响和后果的研究中。20世纪上半叶，统计学成为一门独立的应用数学学科。统计方法被自信地使用。

## 延伸阅读
- Backhouse, Roger E., and Philippe Fontaine, eds. A historiography of the modern social sciences (Cambridge University Press, 2014) excerpt （页面存档备份，存于）
- Lipset, Seymour M. ed. Politics and the Social Sciences (1969)